# Annie Awards 2022
A 49.ª cerimônia do Annie Awards (no original, em inglês: 48th Annie Awards), cujo objetivo é a homenagear a excelência na área de animação no ano de 2021 foi realizada em 12 de março de 2022, na Universidade da Califórnia, no Royce Hall em Los Angeles, Califórnia, virtualmente, devido as consequências da pandemia de COVID-19. As indicações foram anunciadas em 21 de dezembro de 2021.

## Vencedores e Indicados
Os indicados foram anunciados em 21 de dezembro de 2021, Raya e o Último Dragão liderou as indicações com dez, seguido por Encanto com nove. Para a TV, Arcane liderou com nove indicações, seguida por Maya and the Three com sete.
Belle recebeu cinco indicações ao Prêmio Annie, incluindo a de Melhor Animação Independente, com isso, torna-se o anime com maior número de indicações premiação, superando os filmes anteriores Sen to Chihiro no Kamikakushi, Sennen Joyū - ambos de 2001 e Tenki no Ko (2019) com quatro.
The Mitchells vs. the Machines (Cinema) e Arcane (TV) levaram todas as categorias em que foram indicadas com oito e nove prêmios, respectivamente, primeiro ano em que ambas as categorias são varridas. The Mitchells vs. the Machines se tornou o segundo filme da Sony Pictures Animation a levar todos Annies, depois de Spider-Man: Into the Spider-Verse em 2019. Arcane se tornou a primeira série de televisão a ganhar o maior número de prêmios em um único ano e a varrer as Annies. Flee também venceu o prêmio de Melhor Animação - Independente, tornando-se o primeiro documentário de animação a fazê-lo.
Vencedores estão destacados em negrito.

### Prêmios de Produção
| Melhor Animação | Melhor Animação Independente |
| --- | --- |
| - The Mitchells vs. the Machines – Sony Pictures Animation - Encanto – Walt Disney Animation Studios - Luca – Pixar Animation Studios - Raya and the Last Dragon – Walt Disney Animation Studios - Sing 2 – Illumination | - Flee – Final Cut for Real, Sun Creature, Vivement Lundi !, MostFilm, Mer Film, VICE, Left HandFilms, Participant - Belle – Studio Chizu; Distribuído por GKIDS - Fortune Favors Lady Nikuko – Studio 4°C; Distribuído por GKIDS - Pompo the Cinephile – CLAP Animation Studio; Distribuído por GKIDS - The Summit of the Gods – Julianne Films, Folivari and Mélusine Productions Present Em co-produção com France 3 Cinéma e Auvergne-Rhône-Alpes Cinéma em associação com Wild Bunch em associação com with Palatine Etoile 17, Cinémage 14, Indéfilms 8 |
| Melhor Produção Especial | Melhor Curta-Metragem |
| - Namoo – Baobab Studios - For Auld Lang Syne – WildBrain Studios em associação com Apple - La Vie de Château – Films Grand Huit em associação com Miyu Productions - Mum is Pouring Rain – Laïdak Films & Dandelooo - The Witcher: Nightmare of the Wolf – Studio Mir para Netflix | - Bestia – Trébol 3 Producciones, MALEZA Estudio - Easter Eggs – Animal Tank, Brecht Van Elslande - MAALBEEK – Films Grand Huit Films à Vif - Night Bus – Joe Hsieh Independent Production - Steakhouse – Finta Film, Fabian & Fred, RTV Slovenija, Miyu Productions |
| Melhor Anúncio | Melhor Animação para TV – Idade Pré-Escolar |
| - A Future Begins – Nexus Studios - Fleet Foxes - "Featherweight" – Sing-Sing - The Good Guest Guide to Japan – Airbnb, Chromosphere - Tiptoe & The Flying Machine – Nexus Studios - WandaVision - "Don't Touch That Dial" Title Sequence – Titmouse, Inc. | - Ada Twist, Scientist (Episódio: "Twelve Angry Birds") – Laughing Wild, Higher Ground Productions, Wonder Worldwide, Netflix - Muppet Babies (Episódio: "Gonzo-Rella") – Oddbot Inc. - Odo (Episódio: "Doddle Song") – Sixteen South and Letko - Stillwater (Episódio: "Crossing Over / Kind of Blue") – Scholastic Entertainment, Gaumont, Polygon Pictures in association with Apple - Xavier Riddle and the Secret Museum (Episódio: "I Am Ella Fitzgerald") – 9 Story Media Group, Brown Bag Films                                                       |
| Melhor Animação para TV – Crianças | Melhor Animação para TV - Público Geral |
| - Maya and the Three (Episódio: "The Sun and the Moon") – Netflix - Amphibia (Episódio: "True Colors") – Walt Disney Television Animation - Carmen Sandiego (Episódio: "The Himalayan Rescue Caper") – Houghton Mifflin Harcourt Publishing and DHX Media for Netflix - Dug Days (Episódio: "Science") – Pixar Animation Studios - We the People (Episódio: "Active Citizenship") – Laughing Wild, Higher Ground Productions, Netflix | - Arcane (Episódio: "When These Walls Come Tumbling Down") – Riot Games e Fortiche Production para Netflix - Bob's Burgers (Episódio: "Fingers-loose") – 20th TV, Bento Box Animation - Love, Death + Robots (Episódio: "Ice") – Blur Studio para Netflix - Star Wars: Visions (Episódio: "The Duel") – Kamikaze Douga - Tuca & Bertie (Episódio: "The Dance") – The Tornante Company |
| Melhor Filme Estudantil | |
| - Night of the Living Dread – Ida Melum, diretor; Danielle Goff, produtor (National Film and Television School, Buckinghamshire Reino Unido) - A Film About a Pudding – Roel Van Beek, diretor: Jack Pollington, produtor (National Film and Television School, Buckinghamshire, Reino Unido) - HOPE – Ryoma Leneuf & Gabriel Martinez, direstores; Nicolas Daguin, Guillaume Uchoa, Arthur Bollia, Benjamin Autour; produtores (New3dge, Paris, França) - I Am a Pebble – Yasmine Bresson and Maxime Le Chapelain, diretores; Coline Moire, produtora (ESMA, Montreal, Canadá) - Slouch – Michael Bohnenstingl, diretor e produtor (Film Academy Baden-Württemberg, Ludwigsburgo, Alemanha) | |

### Prêmios Individuais
| Melhores Efeitos Visuais para TV | Melhores Efeitos Visuais em Filme |
| --- | --- |
| - Arcane (Episódio: "Oil and Water") – Guillaume Degroote, Aurélien Ressencourt, Martin Touzé, Frédéric Macé, Jérôme Dupré - Castlevania (Episódio: "The Endings") – Tam Lu, Adam Deats, Sam Deats - Maya and the Three (Episódio: "The Sun and the Moon") – Alexander Feigin, Graham Wiebe, Pradeep Mynam, Michael Sun, Sergen Eren - Shaun The Sheep: The Flight Before Christmas – Jim Lewis - Trollhunters: Rise of the Titans – Greg Lev, Brandon Tyra, Prakash Dcunha, Vincent Chou, Chen Ling                                 | - The Mitchells vs. the Machines – Christopher Logan, Man-Louk Chin, Devdatta Nerurkar, Pav Grochola, Filippo Maccari - Belle – Ryo Horibe, Yohei Shimozawa - Encanto – Alex Moaveni, Dimitre Berberov, Bruce Wright, Scott Townsend, Dale Mayeda - Raya and the Last Dragon – Peter De Mund, Cong Wang, Robert Bennett, Joel Einhorn, Debbie Carlson - Vivo – Martin Furness, Lucy Maxian, Nachiket Pujari, Theodor Vandernoot, Stephanie Molk |
| Melhor Animação de Personagens na TV | Melhor Animação de Personagens em Longa Metragem |
| - Arcane (Episódio: "The Monster You Created") – Léa Chervet - Love, Death + Robots (Episódio: "All Through the House") – Dan Gill - Namoo – Jon Paul Brower - Ultra City Smiths (Episódio: "The Little Baby Hand Pinky Grip") – Ghazal Tahernia - We the People (Episódio: "Active Citizenship") – Stephen Loveluck | - Encanto – Dave Hardin - Luca – Tarun Lak - Raya and the Last Dragon – Jennifer Hager - The Boss Baby: Family Business – Ravi Kamble Govind - Wish Dragon – Ketan Adikhari |
| Melhor Animação de Personagens em Live-action | Melhor Animação de Personagens em VideoGame |
| - Shang-Chi and the Legend of the Ten Rings – Karl Rapley, Sebastian Trujillo, Richard John Moore, Merlin Bela Wassilij Maertz, Pascal Raimbault - Flora & Ulysses – Thomas Becker, Daniel Cavalcante, Philipp Winterstein, Victor Dinis, Thiago Martins - The Suicide Squad – Meena Ibrahim, Alvise Avati, Nicholas Cabana, Adam Goldstein, Lea Vera Toro - The Tomorrow War – Carmelo Leggiero, Cajun Hylton, Michel Alencar Magalhaes, Florent Limouzin, Dave Clayton - Y: The Last Man – Industrial Light & Magic Animation Team | - Ratchet & Clank: Rift Apart – Insomniac Games - Disney Wonderful Worlds – Ludia - It Takes Two – Hazelight Studios Team - Kena: Bridge of Spirits – Ember Lab Team - Madrid Noir – Aziz Kocanaogullari |
| Melhor Design de Personagens na TV | Melhor Design de Personagens em Filme |
| - Arcane (Episódio: "Some Mysteries Better Left Unsolved") – Evan Monteiro - Batman: The Long Halloween (Episódio: "Part One") – Otto Schmidt - Kid Cosmic (Episódio: "The Rings of Power") – Craig McCracken - Maya and the Three (Episódio: "The Sun and the Moon") – Jorge R. Gutierrez - Yuki 7 (Episódio: "They Called Her Number Seven") – Keiko Murayama | - The Mitchells vs. the Machines – Lindsey Olivares - Luca – Deanna Marsigliese - Raya and the Last Dragon – Ami Thompson - Ron's Gone Wrong – Julien Bizet - Vivo – Joe Moshier |
| Melhor Direção na TV | Melhor Direção em Filme |
| - Arcane (Episódio: "The Monster You Created") – Pascal Charue, Arnaud Delord, Barthelemy Maunoury - Amphibia (Episódio: "True Colors") – Jenn Strickland, Kyler Spears - Crossing Swords (Episódio: "Tent Pitching") – John Harvatine, Brad Schaffer, Ethan Marak - Hilda and the Mountain King – Andy Coyle - Maya and the Three (Episódio: "The Sun and the Moon") – Jorge R. Gutierrez | - The Mitchells vs. the Machines – Mike Rianda, Jeff Rowe - Belle – Mamoru Hosoda - Encanto – Jared Bush, Byron Howard, Charise Castro Smith - Flee – Jonas Poher Rasmussen, Kenneth Ladekjær - Luca – Enrico Casarosa |
| Melhor Montagem na TV | Melhor Montagem em Filme |
| - What If...? (Episódio: "What If... Ultron Won?") – Joel Fisher, Graham Fisher, Sharia Davis, Basuki Juwono, Adam Spieckerman - Amphibia (Episódio: "True Colors") – Jennifer Calbi, Julie Anne Lau, Yoonah Yim, Andrew Sorcini, David Vasquez - Arlo the Alligator Boy – Steve Downs - Love, Death + Robots (Episódio: "Pop Squad") – Julian Clarke, Matt Mariska, Valerian Zamel, Brian Swanson, Ky Kenyon - Tom and Jerry in New York (Episódio: "Billboard Jumble") – Michael D'Ambrosio, Jeff Small                            | - The Mitchells vs. the Machines – Greg Levitan, Collin Wightman, T.J. Young, Tony Ferdinand, Bret Allen - Encanto – Jeremy Milton, John Wheeler, Pace Paulsen, Brian Estrada - Flee – Janus Billeskov Jansen - Luca – Catherine Apple, Jason Hudak, Jennifer Jew, Tim Fox, David Suther - Raya and the Last Dragon – Fabienne Rawley, Shannon Stein, Todd Fulkerson, Rick Hammel, Brian Millman                                                |
| Melhor Música na TV | Melhor Música em Filme |
| - Maya and the Three (Episódio: "The Sun and the Moon") – Tim Davies, Gustavo Santaolalla - Blush – Joy Ngiaw - Hilda and the Mountain King – Ryan Carlson - Mila – Flavio Gargano - Mira, Royal Detective (Episódio: "The Eid Mystery") – Amritha Vaz, Matthew Tishler, Jeannie Lurie | - Encanto – Lin-Manuel Miranda, Germaine Franco - Luca – Dan Romer - Poupelle of Chimney Town – Youki Kojima, Yuta Bandoh - Raya and the Last Dragon – James Newton Howard, Jhené Aiko - Vivo – Alex Lacamoire, Lin-Manuel Miranda |
| Melhor Direção de Arte na TV | Melhor Direção de Arte em |
| - Arcane (Episódio: "Happy Progress Day!") – Julien Georgel, Aymeric Kevin, Arnaud Baudry - Arlo the Alligator Boy – Israel Sanchez, Margaret Wuller, Michelle Haejung Park, Kayla Jones, Tania Franco - Love, Death + Robots (Episódio: "Ice") – Robert Valley - Maya and the Three (Episódio: "The Sun and the Moon") – Jorge R. Gutierrez, Paul Sullivan, Gerald de Jesus, Richard Chen - Yuki 7 (Episódio: "They Called Her Number Seven") – Chromosphere Team                                                                   | - The Mitchells vs. the Machines – Lindsey Olivares, Toby Wilson, Dave Bleich - Belle – Tomm Moore, Ross Stewart, Alice Dieudonné, Almu Redondo, Maria Pareja - Raya and the Last Dragon – Paul Felix, Mingjue Helen Chen, Cory Loftis - Ron's Gone Wrong – Aurélien Predal, Till Nowak, Nathan Crowley - Vivo – Carlos Zaragoza, Wendell Dalit, Andy Harkness                                                                                  |
| Melhor Storyboarding na TV | Melhor Storyboarding em Filme |
| - Arcane (Episódio: "When These Walls Come Tumbling Down") – Simon Andriveau - Invincible (Episódio: "Where I Really Come From") – Jay Baker - Kid Cosmic (Episódio: "The Big Win") – Justin Nichols - Love, Death + Robots (Episódio: "Pop Squad") – Jennifer Yuh Nelson - The Ghost and Molly McGee (Episódio: "All Systems No") – Johnny Castuciano | - Encanto – Jason Hand - Raya and the Last Dragon – Luis Logam - Spirit Untamed – Gary Graham - The Addams Family 2 – Steven Garcia - Vivo – Carlos Romero |
| Melhor Atuação em Voz na TV | Melhor Atuação em Voz em Filme |
| - Ella Purnell como Jinx em Arcane (Episódio: "When These Walls Come Tumbling Down") - Michael J. Woodard como Arlo em Arlo the Alligator Boy - Parvesh Cheena como Zulius em Centaurworld (Episódio: "Johnny Teatimes Be Best Competition: A Quest for the Sash") - Kimberly Brooks como Bumblebee em DC Super Hero Girls (Episódio: "#EnterNightSting") - Charlie Saxton como Toby Domzalski em Trollhunters: Rise of the Titans                                                                                                   | - Abbi Jacobson como Katie Mitchell em The Mitchells vs. the Machines - John Leguizamo como Bruno Madrigal em Encanto - Stephanie Beatriz como Mirabel Madrigal em Encanto - Jack Dylan Grazer como Alberto Scorfano em Luca - Kelly Marie Tran como Raya em Raya and the Last Dragon |
| Melhor Roteiro para TV | Melhor Roteiro em Filme |
| - Arcane (Episódio: "The Monster You Created") – Christian Linke, Alex Yee - Maya and the Three (Episódio: "Chapter 4: The Skull") – Silvia Olivas, Jorge R. Guitterez - Muppet Babies (Episódio: Gonzo-Rella) – Ghia Godfree - The Mighty Ones (Episódio: "Berry's Pet Threat") – Jillian Goldfluss, Erica Jones, Nicolette Wood - Tuca & Bertie (Episódio: "Planteau") – Lisa Hanawalt | - The Mitchells vs. the Machines – Mike Rianda, Jeff Rowe - Belle – Mamoru Hosoda - Flee – Jonas Poher Rasmussen, Amin Nawabi - Luca – Jesse Andrews, Mike Jones - Raya and the Last Dragon – Qui Nguyen, Adele Lim |

### Prêmios Individuais Adicionais

#### Prêmio June Foray
- Renzo e Sayoko Kinoshita

#### Special Achievement in Animation
- Glenn Vilppu

#### Ub Iwerks Award
- Python Software Foundation

#### Winsor McCay Lifetime Achievement Awards
- Ruben A. Aquino, Lillian Schwartz e Toshio Suzuki[6]

## Múltiplos prêmios e indicações

### Filmes
| Indicações | Filme                          |
| ---------- | ------------------------------ |
| 10         | Raya and the Last Dragon       |
| 9          | Encanto                        |
| 8          | The Mitchells vs. the Machines |
| 8          | Luca                           |
| 5          | Belle                          |
| 5          | Vivo                           |
| 4          | Flee                           |
| 2          | Ron's Gone Wrong               |

| Vitórias | Filme                          |
| -------- | ------------------------------ |
| 8        | The Mitchells vs. the Machines |
| 3        | Encanto                        |

### Televisão
| Indicações | Programas                        |
| ---------- | -------------------------------- |
| 9          | Arcane                           |
| 7          | Maya and the Three               |
| 5          | Love, Death & Robots             |
| 3          | Amphibia                         |
| 3          | Arlo the Alligator Boy           |
| 2          | Hilda and the Mountain King      |
| 2          | Kid Cosmic                       |
| 2          | Muppet Babies                    |
| 2          | Trollhunters: Rise of the Titans |
| 2          | Tuca & Bertie                    |
| 2          | We the People                    |
| 2          | Yuki 7                           |

| Vitórias | Programa           |
| -------- | ------------------ |
| 9        | Arcane             |
| 2        | Maya and the Three |

## Ligações Externas
- Sítio Oficial